# 39ste Oscaruitreiking
De 39ste Oscaruitreiking, waarbij prijzen worden uitgereikt aan de beste prestaties in films in 1966, vond plaats op 10 april 1967 in het Santa Monica Civic Auditorium in Santa Monica, Californië. De ceremonie werd gepresenteerd door Bob Hope.
De grote winnaars van de 39ste Oscaruitreiking waren Who's Afraid of Virginia Woolf?, met in totaal 13 nominaties en 5 Oscars, en A Man for All Seasons met in totaal 8 nominaties en 6 Oscars.

## Winnaars

### Films
| Categorie               | Winnaar               | Regie          |
| ----------------------- | --------------------- | -------------- |
| Beste Film              | A Man for All Seasons | Fred Zinnemann |
| Beste Buitenlandse Film | Un homme et une femme | Claude Lelouch |
| Beste Documentaire      | The War Game          | Peter Watkins  |

### Acteurs
| Categorie                  | Winnaar          | Film                            |
| -------------------------- | ---------------- | ------------------------------- |
| Beste Mannelijke Hoofdrol  | Paul Scofield    | A Man for All Seasons           |
| Beste Vrouwelijke Hoofdrol | Elizabeth Taylor | Who's Afraid of Virginia Woolf? |
| Beste Mannelijke Bijrol    | Walter Matthau   | The Fortune Cookie              |
| Beste Vrouwelijke Bijrol   | Sandy Dennis     | Who's Afraid of Virginia Woolf? |

### Regie
| Categorie       | Winnaar        | Film                  |
| --------------- | -------------- | --------------------- |
| Beste Regisseur | Fred Zinnemann | A Man for All Seasons |

### Scenario
| Categorie                | Winnaar        | Film                  |
| ------------------------ | -------------- | --------------------- |
| Beste Origineel Scenario | Claude Lelouch | Un homme et une femme |
| Beste Bewerkt Scenario   | Robert Bolt    | A Man for All Seasons |

### Speciale prijzen
| Categorie      | Winnaar                           |
| -------------- | --------------------------------- |
| Honorary Award | Y. Frank Freeman en Yakima Canutt |